# JUMO
De JUMO ondernemingsgroep is een Duitse multinational en is een van de leidende producenten op het gebied van meet- en regeltechniek. Het bedrijf opereert wereldwijd in 82 landen met zes vestigingen in Duitsland, 24 dochterondernemingen en meer dan 40 agentschappen. Het hoofdkantoor bevindt zich in Fulda. JUMO telt 2009 werknemers wereldwijd, waarvan 1248 werkzaam zijn op locatie Fulda. In 2012 behaalde het bedrijf een omzet van € 205.000.000.

## Geschiedenis
In 1948 richt Moritz Kurt Juchheim het bedrijf M.K. Juchheim GmbH & Co. in Fulda Duitsland op, beter bekend als JUMO (afgeleid uit de namen van de firmaoprichter) en begint de productie van glas- en glascontactthermometers. Moritz Kurt Juchheim werd geboren op 4 juli 1910 in Ilmenau/Thüringen, alwaar zijn vader reeds thermometers produceerde. In de jaren 50 werd de productlijn geleidelijk uitgebreid met wijzerthermometers en elektromechanische thermostaten. In de jaren 70 werd deze verder uitgebreid met elektronische temperatuurregelaars, registreerapparatuur en meetomvormers. In de jaren 60 werden de eerste dochterbedrijven geopend in het buitenland en werden er meerdere filialen opgezet in Duitsland.
1985 Dipl.-Ing. Bernhard Juchheim neemt de bedrijfsleiding van M.K. Juchheim GmbH & Co. over. In 2003 heeft het merk JUMO zowel nationaal als internationaal definitief haar naam gevestigd op het gebied van meet- en regeltechniek. Daarom is besloten de formele firmanaam M.K. Juchheim GmbH & Co aan te passen aan de internationale merknaam JUMO GmbH & Co. KG. Gelijktijdig is de heer Michael Juchheim, naast zijn vader Bernhard, tot bedrijfsleider benoemd.

## Producten
Het productaanbod omvat componenten en systeemoplossingen voor het meten, regelen, registreren en analyseren van de fysische en chemische variabelen voor de kapitaalgoederenindustrie. Het productportfolio loopt van temperatuur-, druk- en analytische meting tot regeling en registratie van meetgegevens. De producten en systeemoplossingen worden vooral gebruikt in de volgende sectoren: voedingsindustrie, klimaatbeheersing, machinebouw, chemische industrie, farmaceutische industrie, verpakkingsindustrie, industriële ovenbouw en water- en afvalwaterindustrie.